# Puku

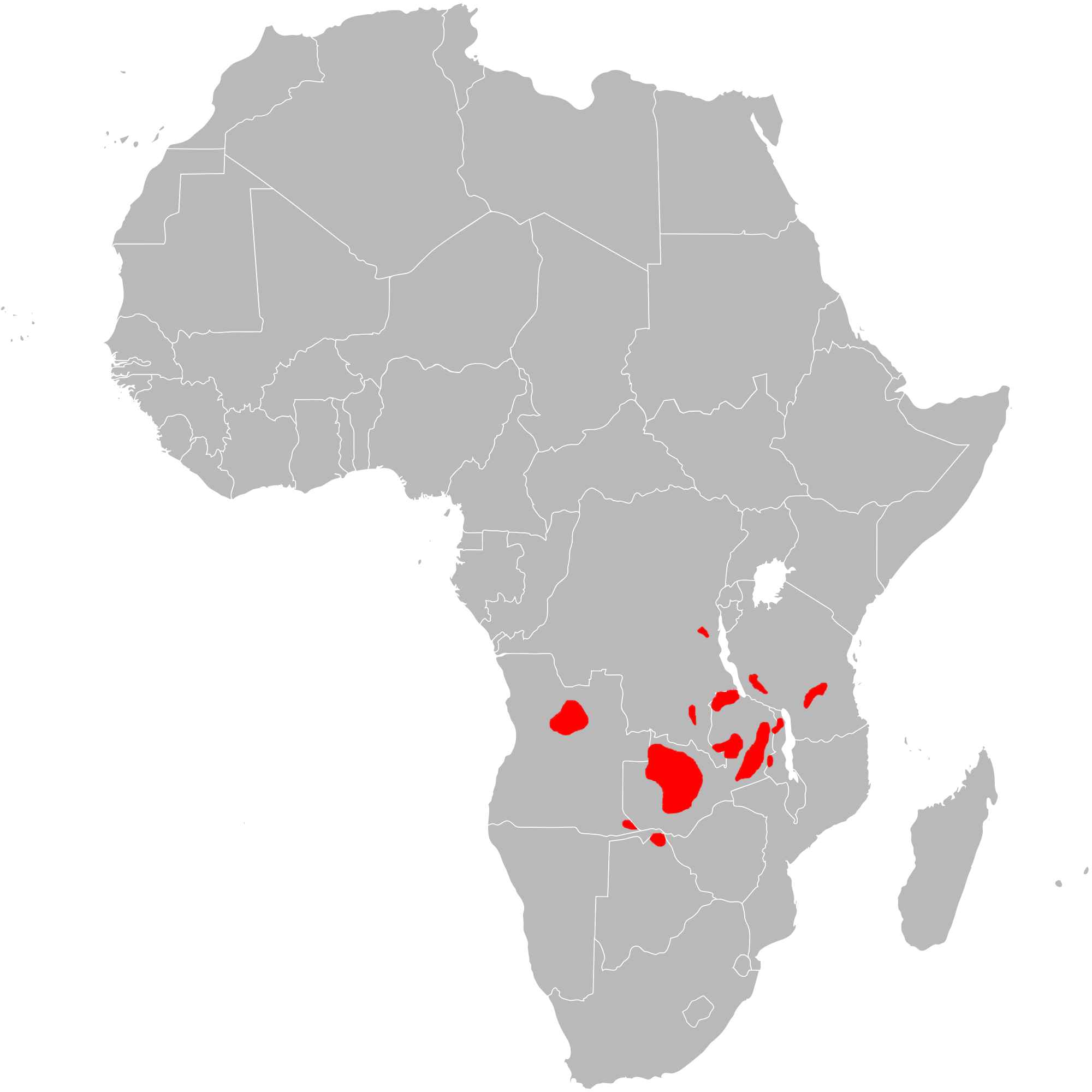
Verbreitungsgebiet

Der Puku (Kobus vardonii) ist eine afrikanische Antilope aus der Gattung der Wasserböcke. Mit der wissenschaftlichen Benennung ehrte der Afrika-Forscher David Livingstone seinen Freund, den Großwildjäger Frank Vardon (1813–1860).

## Beschreibung
Der Puku erreicht eine Schulterhöhe von bis zu 81 Zentimeter und erreicht ein Gewicht von 73 Kilogramm.
Das Haarkleid ist vorwiegend goldgelb, etwas heller an den Flanken und an der Unterseite grauweiß. Die Kehle ist weiß. Die Läufe sind einheitlich braun und der Wedel ist goldgelb. Männliche Pukus besitzen verhältnismäßig kurze, starke, leierförmige Hörner, die deutliche Ringe tragen. Sie werden bis zu 52 Zentimeter lang. Die Schulterhöhe beträgt etwa 80 Zentimeter. Ihre Verwandtschaft mit dem Wasserbock lässt sich besonders gut am Kopf erkennen.

## Verbreitung und Habitat
Die Art ist in Zentralafrika und dem Südlichen Afrika verbreitet, wo sie vor allem in der Demokratischen Republik Kongo, Sambia, Botswana (ausschließlich im Chobe-Nationalpark), Namibia und Angola vorkommt. Das Habitat sind Schwemmebenen und Sümpfe.
Die IUCN stuft die Art als potentiell gefährdet (near threatened) ein.

## Verhalten und Nahrung
Die Größe der Weibchen-Herden schwankt zwischen 5 und 30 Tieren. Männchen sind territoriale Einzelgänger. Pukus können sich wie galoppierende Pferde mit einer kurzen Schwebephase fortbewegen. Meist sind sie sehr zutraulich. Sie bevorzugen Gras als Nahrung.

## Systematik
Obwohl der Puku einst als südliche Variante des Kob angesehen wurde, unterscheidet er sich von diesem vor allem in der Größe und in seinem Sozialverhalten, so dass er heute meistens als eigene Art eingestuft wird.

## Belege

### Einzelbelege
1. ↑  Spinage, S. 182
2. ↑  Spinage, S. 182
3. ↑  IUCN